# Jana Brunner
Jana Brunner (Basilea, 20 gennaio 1997) è una calciatrice svizzera, difensore del Basilea e della nazionale svizzera.

## Carriera

### Club
Dopo aver indossato la maglia delle giovanili dell'Altstätten, Jana Brunner gioca la prima parte della carriera nello Staad, rimanendo fino alla prima parte della stagione 2016-2017 quando, durante il calciomercato invernale, si trasferisce al Basilea ritrovando come responsabile tecnico Sissy Raith, allo Staad fino alla stagione precedente. Grazie al secondo posto ottenuto in campionato il Basilea accede alla UEFA Women's Champions League 2018-2019 dove Brunner fa il suo debutto il 07 agosto 2018, nell'incontro vinto per 4-0 sulle montenegrine del Breznica.

### Nazionale
Convocata inizialmente dall'Associazione Svizzera di Football nella formazione Under-16, invito declinato da Brunner in quanto impegnata in uno stage triennale con un istituto di credito, la Kantonalbank di Altstätten, viene nuovamente chiamata nel novembre 2015 per indossare la maglia della formazione Under-19. Inserita in rosa con la squadra impegnata alla fase élite, la seconda fase di qualificazione, all'Europeo di Slovacchia 2016 fa il suo debutto nel torneo il 5 aprile 2016, nel primo incontro del gruppo 6, dove la Svizzera pareggia 2-2 con le pari età della Norvegia. Da quella data gioca tutti gli incontri della sua nazionale, i tre che le permetteranno di accedere alla fase finale dopo un'assenza di quattro anni, le tre della fase a gironi che vedono la Svizzera collocarsi al secondo posto dietro alla Spagna e accedere alle semifinali e quello dove la squadra viene fermata dalla Francia, vittoriosa per 3-1.
Nel novembre 2016 arriva anche la convocazione nella nazionale maggiore da parte del ct Martina Voss-Tecklenburg che la inserisce in rosa per l'edizione 2017 della Cyprus Cup, torneo che in quell'occasione la Svizzera conquista per la prima volta nella sua storia sportiva. In seguito Voss-Tecklenburg le rinnova la fiducia, inserendola nella rosa definitiva della squadra impegnata alla fase finale dell'Europeo dei Paesi Bassi 2017 annunciata il 3 luglio 2017.

## Palmarès

### Nazionale
- Cyprus Cup: 1

2017